# 378
Готська війна. Зміна правителя у східній частині Римській імперії. У Західній Римській імперії править Граціан. У Китаї правління династії Цзінь. В Індії правління імперії Гуптів. В Японії триває період Ямато. У Персії править династія Сассанідів. В Ємені правлять хим'ярити. На Індокитаї править Королівство Фунан.
На території лісостепової України Черняхівська культура. У Північному Причорномор'ї готи й сармати. Історики VI століття згадують плем'я антів, що мешкало на території сучасної України десь із IV сторіччя. З'явилися гуни, підкорили остготів та аланів й приєднали їх до себе.

## Події
На початок року готи розтеклися Фракією у безпосередній близькості від Константинополя. Зважаючи на серйозність загрози, імператор Валент повернувся з війни з персами й мобілізував 40-тисячне військо. Імператору Заходу Граціану довелось відкликати послані на підтримку Валента війська в зв'язку з новим нападом алеманів. Вождь готів Фрітігерн зосередив сили поблизу Кабіле. Фрігерід, полководець Граціана, перекрив готам гірський прохід у Паннонію. Фрітігерн намагається перекрити римські шляхи постачання між Адріанополем і Константинополем. Він посилає християнських священиків до римлян із пропозицією миру, але римляни відмовляються.
9 серпня відбулася Адріанопольська битва, в якій вестготи вщент розбили римське військо імператора Валента. Це був один з поворотних пунктів до занепаду та остаточного розпаду імперії на Східну та Західну.
Готи пробують взяти штурмом Адріанополь, але місто вистояло. Тоді при підтримці гунів готи рушають на Константинополь. Інша частина готів, гревтунги, прориваються в Паннонію.
Імператор Заходу Граціан призначає імператором Сходу Феодосія.
Маллобавд завдав поразки при Аргентарії іншому алеманському вождю — Пріару.

## Померли
- Валент, римський імператор.